# Samac (veslanje)
Samac (1x) je čamac za natjecateljsko veslanje na mirnim vodama čiju posadu čini jedan skul veslač koji ima dva vesla kojima pokreće čamac, jedno u desnoj a drugo u lijevoj ruci. Čamac nema kormilo. Skreće se jačim ili slabijim povlačenjem jedne ruke ovisno na koju stranu se želi skrenuti. Suvremeni samci za elitno veslanje dugački su oko 8 m i mase oko 14 kg. Građeni su od kompozitnih materijala. Stariji čamci građeni su od drveta i osjetno su teži.
Oznaka za samac je "1x", pri čemu broj 1 označava ukupan broj veslača u čamcu, a "x" označava da je riječ o tzv. skul veslanju, tj. da veslač ima jedan par skul vesala. U hrvatskom veslačkom žargonu koristi se izraz "skif". Postoje inačice samca s kormilarom, ili GIG-a kao u slučaju četverca. Nisu česte, i koriste se za školu veslanja i rekreativno veslanje, ili egzibicije.
Na Olimpijskim igrama, svjetskim i europskim prvenstvima natječu se posade muških (M1x) i ženskih (W1x) samaca, a natječu se i lake kategorije (LM1x, LW1x).